# Dịch Trung Thiên
Dịch Trung Thiên (易中天, Yi Zhongtian, sinh năm 1947 tại Trường Sa, Hồ Nam, Trung Quốc) là sử gia, học giả Trung Quốc.

## Tiểu sử
Dịch Trung Thiên sinh năm 1947 tại Trường Sa, Hồ Nam. Ông từng là giảng viên tại Khoa Ngôn ngữ Trung Quốc của Đại học Hạ Môn. Ông tham gia nhiều ngành khoa học, có phạm vi nghiên cứu trải rộng, bao gồm cả văn học, thẩm mĩ, tâm lí học, nhân loại học, sử học.
Ông cũng là một nhân vật nổi tiếng trên truyền hình Trung Quốc, được công chúng biết đến bởi những bài thuyết giảng có phong cách độc đáo, hài hước trong chương trình Bách gia giảng đàn trên kênh CCTV-10, được biệt danh là "siêu nhân của giới học giả".
Dịch Trung Thiên cũng là tác giả của nhiều tác phẩm học thuật ăn khách, trong đó tác phẩm cùng chủ đề Tam quốc với bài thuyết giảng của ông trên "Bách gia giảng đàn" bán được gần 6 triệu bản tính đến năm 2013, các tác phẩm khác trung bình cũng bán được 70 vạn bản. Ông cũng là diễn giả được mời đến trình bày tại một số buổi thuyết giảng lớn.
Một số tác phẩm của Dịch Trung Thiên như "Phẩm Tam quốc", "Luận anh hùng", "Chuyện đàn ông đàn bà Trung Quốc" đã được dịch sang tiếng Việt và xuất bản ở Việt Nam.

## Tác phẩm
- Phẩm Tam quốc (品三国), biên tập từ bài thuyết giảng trên Bách gia giảng đàn, đã được dịch sang tiếng Việt bởi Quảng Văn, 2022.
- Phẩm nhân lục (品人录; Analysis of People), xuất bản bằng tiếng Việt với tên Luận anh hùng[2], Quảng Văn, 2020.
- Hán đại phong vân nhân vật (汉代风云人物), biên tập từ bài thuyết giảng trên Bách gia giảng đàn
- Chuyện đàn ông đàn bà Trung Quốc (中国的男人和女人), đã được dịch sang tiếng Việt
- Chuyện phiếm của người Trung Quốc (闲话中国人)
- Tiên Tần chư tử bách gia tranh minh (先秦诸子百家争鸣)
- Cái kết của Đế quốc (帝国的终结)
- Dịch Trung Thiên Hoa sử (易中天中华史), 24 tập, viết từ năm 2012 đến 2021[5]